# Граищки манастир
Граищкият манастир „Свети Тома“, известен като Шути манастир (на македонска литературна норма: Граишки манастир, Шути манастир), е манастир в Северна Македония, под юрисдикцията на Крушевско-Демирхисарската епархия на Македонската православна църква, разположен в областта Демир Хисар югоизточно от село Граище и югозападно от село Вардино.
Според надпис на фрагмент от службен миней за месец септември от XVI век се разбира, че книжовникът Спиридон е учел, живял и творил во манастира към края на XVI и началото на XVII век в манастирската библиотека.
Църквата е сравнително голяма, триконхална, с нартекс и с два купола. Иззидана е от ломен камък с хоросан. По формата ѝ се съди, че старата църква е била сред най-старите манастирски църкви в Демир Хисар, градена е в XV – XVI век. Царските двери от храма са пренесени в църквата „Рождество Богородично“ в Бучин.